# Ath-Thaghr al-Àwsat
Ath-Thaghr al-Àwsat (àrab: الثغر الأوسط, aṯ-Ṯaḡr al-Awsaṭ), també coneguda per la seva traducció literal Frontera Mitjana (o Frontera del Mig) o Marca mitjana (o Marca del Mig), va ser una divisió administrativa i militar al nord de l'Àndalus.
Ath-Thaghr al-Àwsat, que primer va tenir capital a Tulàytula i després a Madínat Sàlim, s'estenia des dels naixements del Duero i el Tajo, on començava ath-Thaghr al-Alà i ath-Thaghr al-Adna, a les terres de l'actual Extremadura i Portugal.
Per les fonts àrabs se sap que aquesta zona fou habitada essencialment per tribus amazigues com els nafza, sadfura, hawwara, masmuda, miknasa i awraba.